# 株式会社日本政策投資銀行法
株式会社日本政策投資銀行法（かぶしきがいしゃにっぽんせいさくとうしぎんこうほう、平成19年6月13日法律第85号）は、日本政策投資銀行（DBJ）の根拠法たる日本の法律である。
本法の制定により、日本政策投資銀行法（平成11年6月11日法律第73号）は廃止され、日本政策投資銀行（旧DBJ）は株式会社日本政策投資銀行（新DBJ）に改組された。

## 構成
- 第1章 総則（第1条・第2条）
- 第2章 業務等（第3条 - 第25条）
- 第3章 雑則（第26条 - 第29条）
- 第4章 罰則（第30条 - 第35条）
- 附則